# Strongylophthalmyia lutea
Strongylophthalmyia lutea är en tvåvingeart som först beskrevs av Meijere 1914.  Strongylophthalmyia lutea ingår i släktet Strongylophthalmyia och familjen långbensflugor. Inga underarter finns listade i Catalogue of Life.